# Motorveje i Tyskland
Dette er en liste over motorveje i Tyskland.

## Motorvejsstrækninger i Tyskland
Tekst mangler, hjælp os med at skrive teksten

## A 1 – A 9
| Skilt    | Navn                           | Strækning | Forbundslande langs strækningen                                                                 | Længde (km) |
| -------- | ------------------------------ | --- | ----------------------------------------------------------------------------------------------- | ----------- |
| Vejskilt | Hansalinjen, Fugleflugtslinjen | (Puttgarden) - Heiligenhafen - Oldenburg in Holstein - Lübeck - Hamburg - Bremen - Osnabrück - Münster - Hamm - Dortmund - Leverkusen - Köln - Blankenheim Daun - Trier - Saarbrücken                                               | Slesvig-Holsten, Hamburg, Niedersachsen, Bremen, Nordrhein-Westfalen, Rheinland-Pfalz, Saarland | 732         |
| Vejskilt | "Warschauer Allee"             | Kryds Oberhausen – Gladbeck – Gelsenkirchen – Dortmund – Hamm -Bielefeld – Herford – Hannover – Braunschweig – Magdeburg – T-Kryds Werder                                                                                           | Nordrhein-Westfalen, Niedersachsen, Sachsen-Anhalt, Brandenburg                                 | 486         |
| Vejskilt |                                | Nederlandene – Elten – Wesel – Oberhausen – Duisburg – Düsseldorf – Leverkusen – Köln – T-Kryds Dernbach – Wiesbaden – Frankfurt am Main – Aschaffenburg – Würzburg – Nürnberg – Regensburg – Deggendorf – Passau- Pocking – Østrig | Nordrhein-Westfalen, Rheinland-Pfalz, Hessen, Bayern, Baden-Württemberg                         | 778         |
| Vejskilt |                                | Belgien – Aachen – Köln – Gummersbach – Olpe – Krombach T-Kryds Kirchheimer – Eisenach – Erfurt – Weimar – Jena – Gera – Chemnitz – T-Kryds Nossen – Dresden – Bautzen – Görlitz – Polen                                            | Nordrhein-Westfalen, Hessen, Thüringen, Sachsen                                                 | 616         |
| Vejskilt | Del af HaFraBa                 | T-Kryds Hattenbacher – Frankfurt am Main – Darmstadt – Heidelberg – Karlsruhe – Offenburg/Straßburg – Freiburg (Breisgau) – Weil am Rhein – Schweiz                                                                                 | Hessen, Baden-Württemberg                                                                       | 442         |
| Vejskilt | Via Carolina                   | Frankrig – Saarbrücken – Kaiserslautern – Mannheim – Heilbronn – Kryds Feuchtwangen/Crailsheim – Nürnberg – Amberg – Kryds Oberpfälzer Wald – Waidhaus – Tjekkiet                                                                   | Saarland, Rheinland-Pfalz, Hessen, Baden-Württemberg, Bayern                                    | 457         |
| Vejskilt | Delvis del af HaFraBa          | Danmark – Hanved – Flensborg – Neumünster – Hamburg – Hannover – Göttingen – Kassel – T-Kryds Hattenbacher – Fulda – Würzburg – Kryds Feuchtwangen/Crailsheim – Ulm – Kempten – Nesselwang – (Füssen) – Østrig                      | Slesvig-Holsten, Hamburg, Niedersachsen, Hessen, Bayern, Baden-Württemberg                      | 946         |
| Vejskilt |                                | Luxembourg – Perl – Saarlouis – Neunkirchen – Pirmasens Karlsruhe – Stuttgart – Ulm – Augsburg – München <<A99 rundt om München>> – Bad Reichenhall/Piding – Østrig                                                                 | Saarland, Rheinland-Pfalz, Baden-Württemberg, Bayern                                            | 497         |
| Vejskilt |                                | T-Kryds Potsdam – Dessau – Leipzig – Hof – Bayreuth – Nürnberg – Ingolstadt – München | Brandenburg, Sachsen-Anhalt, Sachsen, Thüringen, Bayern                                         | 529         |

## A 10 – A 19
| Skilt    | Navn          | Strækning | Forbundslande langs strækningen                                         | Længde (km) |
| -------- | ------------- | --- | ----------------------------------------------------------------------- | ----------- |
| Vejskilt | Berliner Ring | T-Kryds Schwanebeck – T-Kryds Spreeau – Kryds Schönefelder – T-Kryds Nuthetal – T-Kryds Potsdam – T-Kryds Werder – T-Kryds Havelland – Kryds Oranienburg – T-Kryds Pankow – T-Kryds Schwanebeck | Brandenburg, Berlin                                                     | 196         |
| Vejskilt |               | T-Kryds Schwanebeck – Finowfurt – Kryds Uckermark – Penkun – Polen | Mecklenburg-Vorpommern, Brandenburg                                     | 110         |
| Vejskilt |               | T-Kryds Spreeau – Frankfurt (Oder) | Brandenburg                                                             | 58          |
| Vejskilt |               | Kryds Schönefelder – T-Kryds Spreewald – Großräschen – Dresden | Brandenburg, Sachsen                                                    | 152         |
| Vejskilt |               | Wismar – (Under bygning) – Schwerin – T-Kryds Schwerin Magdeburg – Stassfurt – Halle – Leipzig – T-Kryds Nossen                                                                                 | Mecklenburg-Vorpommern, Sachsen-Anhalt, Sachsen, Brandenburg (Planlagt) | 248         |
| Vejskilt |               | T-Kryds Spreewald – Cottbus – Forst – Polen | Brandenburg                                                             | 64          |
| Vejskilt |               | Dresden – Pirna – Bad Gottleuba – Tjekkiet | Sachsen                                                                 | 45          |
| Vejskilt |               | T-Kryds Wittstock/Dosse – Rostock | Mecklenburg-Vorpommern                                                  | 124         |

## A 20 – A 29
| Skilt    | Navn                | Strækning | Forbundslande langs strækningen                                                | Længde (km) |
| -------- | ------------------- | --- | ------------------------------------------------------------------------------ | ----------- |
| Vejskilt | Ostseeautobahn      | (Stade - Neumünster - Bad Segeberg) - Lübeck - Kryds Wismar – Kryds Rostock – Grimmen – Greifswald – Neubrandenburg – T-Kryds Uckermark | Niedersachsen (planlagt), Slesvig-Holsten, Mecklenburg-Vorpommern, Brandenburg | 323         |
| Vejskilt |                     | (Kiel) – Bad Segeberg – Bargteheide – (Geesthacht – Lüneburg – Handorf – T-Kryds Egestorf)                                              | Slesvig-Holsten, Niedersachsen (Planerat)                                      | 52          |
| Vejskilt | Westküstenautobahn  | Heide – Itzehoe – Pinneberg – Hamburg                                                                                                   | Slesvig-Holsten, Hamburg                                                       | 87          |
| Vejskilt |                     | Hamburg – Schwerin – Wittstock – T-Kryds Havelland                                                                                      | Hamburg, Slesvig-Holsten, Mecklenburg-Vorpommern, Brandenburg                  | 239         |
| Vejskilt | Marschenlinie       | Hamburg – Geesthacht | Hamburg, Slesvig-Holsten                                                       | 14          |
| Vejskilt | Niederelbe-Autobahn | (Drochtersen) – Stade – Horneburg – (Hamburg)                                                                                           | Niedersachsen, Hamburg                                                         | 50          |
| Vejskilt | Schellfischlinie    | Cuxhaven – Bremerhaven – Bremen – Walsrode                                                                                              | Niedersachsen, Bremen                                                          | 162         |
| Vejskilt |                     | Leer – Westerstede – Oldenburg – Delmenhorst – (Bremen)                                                                                 | Niedersachsen                                                                  | 92          |
| Vejskilt |                     | Wilhelmshaven – Oldenburg – T-Kryds Ahlhorner Heide                                                                                     | Niedersachsen                                                                  | 93          |

## A 30 – A 39
| Skilt    | Navn                                     | Strækning                                                                           | Forbundslande langs strækningen                           | Længde (km) |
| -------- | ---------------------------------------- | ----------------------------------------------------------------------------------- | --------------------------------------------------------- | ----------- |
| Vejskilt |                                          | Nederlandene - Rheine - Ibbenbüren - Osnabrück - Bad Oeynhausen                     | Nordrhein-Westfalen, Niedersachsen                        | 129         |
| Vejskilt | Emslandautobahn, "Friesenspieß"          | Emden - Leer - Lingen - Schüttorf - Gronau - Gladbeck - Bottrop                     | Niedersachsen, Nordrhein-Westfalen                        | 241         |
| Vejskilt | Teutoburger-Wald-Autobahn, Senneautobahn | Osnabrück - Borgholzhausen Bielefeld - Paderborn - Kryds Wünnenberg/Haaren          | Nordrhein-Westfalen, Niedersachsen                        | 75          |
| Vejskilt | Messeschnellweg Hannover                 | Burgdorf – Hannover-Misburg Hannover Messe – T-Kryds Hannover-Süd                   | Niedersachsen                                             | 11          |
| Vejskilt | Südharzautobahn                          | Göttingen – Nordhausen – Sangerhausen – Halle – Leipzig                             | Niedersachsen, Hessen, Thüringen, Sachsen-Anhalt, Sachsen | 219         |
| Vejskilt | Salzgitter-Autobahn                      | (Hamburg – Lüneburg – Bad Bevensen) – Wolfsburg – Braunschweig – T-Kryds Salzgitter | Niedersachsen                                             | 57          |

## A 40 – A 49
| Skilt    | Navn                | Strækning | Forbundslande langs strækningen     | Længde (km)      |
| -------- | ------------------- | --- | ----------------------------------- | ---------------- |
| Vejskilt | Ruhrschnellweg      | Venlo - Moers - Duisburg - Mülheim an der Ruhr - Essen - Gelsenkirchen - Bochum - Dortmund - B1 | Nordrhein-Westfalen                 | 94               |
| Vejskilt | Emscherschnellweg   | Kamp-Lintfort - Duisburg - Oberhausen - Bottrop - Gelsenkirchen - Herne - Castrop-Rauxel - Dortmund | Nordrhein-Westfalen                 | 58               |
| Vejskilt |                     | Münster - Marl - Recklinghausen - Herne - Bochum - Witten - Wuppertal | Nordrhein-Westfalen                 | 95               |
| Vejskilt | DüBoDo/Hellweglinie | Belgien – Aachen – Jackerath T-Kryds Holz – Mönchengladbach-Odenkirchen Mönchengladbach – Willich – Düsseldorf – Ratingen Heiligenhaus – Velbert – Essen (Mellem Tpl. Velbert-Langenberg og Tpl. Essen-Kupferdreh som B227n Bochum – Witten Dortmund – Unna – Werl – Soest – Kassel – (Eisenach) | Nordrhein-Westfalen, Hessen         | 266              |
| Vejskilt | Sauerlandlinie      | Dortmund – Siegen – Wetzlar – Hanau – Aschaffenburg | Nordrhein-Westfalen, Hessen, Bayern | 257              |
| Vejskilt | Wupperschnellweg    | Heinsberg – Grevenbroich – Neuss – Düsseldorf – Hilden – Wuppertal Hagen – Iserlohn – Hemer – (Menden) – Arnsberg – Bestwig – (Brilon) | Nordrhein-Westfalen                 | 133              |
| Vejskilt |                     | T-Kryds Vulkaneifel – Koblenz – T-Kryds Dernbach | Rheinland-Pfalz                     | 79               |
| Vejskilt |                     | Kassel – Schwalmstadt – (planlagt udbygget mod A5 Gemünden (Felda)) | Hessen                              | 45 (87 planlagt) |

## A 50 – A 59
| Skilt    | Navn                         | Strækning                                                                         | Forbundslande langs strækningen | Længde (km)       |
| -------- | ---------------------------- | --------------------------------------------------------------------------------- | ------------------------------- | ----------------- |
| Vejskilt |                              | (Roermond) - Mönchengladbach - Düsseldorf - Essen Gladbeck - Gelsenkirchen - Marl | Nordrhein-Westfalen             | 88 (109 planlagt) |
| Vejskilt | Trans-Niederrhein-Magistrale | Goch - Moers - Krefeld - Kaarst - Neuss - Köln                                    | Nordrhein-Westfalen             | 128               |
| Vejskilt |                              | Dinslaken – Duisburg Düsseldorf – Langenfeld – Leverkusen Köln – Troisdorf – Bonn | Nordrhein-Westfalen             | 70                |

## A 60 – A 69
| Skilt    | Navn                                    | Strækning | Forbundslande langs strækningen                         | Længde (km) |
| -------- | --------------------------------------- | --- | ------------------------------------------------------- | ----------- |
| Vejskilt | Eifel-Autobahn                          | Belgien - Winterspelt – Bitburg – Wittlich Bingen – Mainz – Rüsselsheim                                                                              | Rheinland-Pfalz, Hessen                                 | 83          |
| Vejskilt |                                         | Holland - Viersen – Mönchengladbach – Bergheim – Swisttal/Euskirchen – Bad Neuenahr-Ahrweiler – Koblenz – Worms – Ludwigshafen am Rhein – Hockenheim | Nordrhein-Westfalen, Rheinland-Pfalz, Baden-Württemberg | 331         |
| Vejskilt |                                         | Nonnweiler – Landstuhl – Pirmasens | Rheinland-Pfalz, Saarland                               | 79          |
| Vejskilt |                                         | Mainz - Kaiserslautern | Rheinland-Pfalz                                         | 73          |
| Vejskilt |                                         | Trier - Luxembourg | Rheinland-Pfalz                                         | 14          |
| Vejskilt |                                         | Ludwigshafen am Rhein – Neustadt – Landau – Kandel - Wörth am Rhein - Karlsruhe - Frankrig                                                           | Rheinland-Pfalz                                         | 60          |
| Vejskilt | Rhein-Main-Schnellweg Kinzigtalautobahn | Eltville – Wiesbaden – Frankfurt-Höchst – Nordwestkreuz Frankfurt – Miquelallee Frankfurt-Enkheim – Hanau – Fulda                                    | Hessen                                                  | 121         |
| Vejskilt |                                         | Rüsselsheim – Darmstadt – Viernheim | Hessen                                                  | 65          |

## A 70 – A 79
| Skilt    | Navn                               | Strækning | Forbundslande langs strækningen     | Længde (km)        |
| -------- | ---------------------------------- | --- | ----------------------------------- | ------------------ |
| Vejskilt | Maintalautobahn                    | Schweinfurt – Bamberg – Bayreuth                                                                                         | Bayern                              | 120                |
| Vejskilt | Thüringer-Wald-Autobahn            | (Sangerhausen) - Sömmerda – Erfurt – Arnstadt – Ilmenau – Suhl – Meiningen – Schweinfurt                                 | (Sachsen-Anhalt), Thüringen, Bayern | 183                |
| Vejskilt | Vogtlandautobahn                   | T-Kryds Bayerisches Vogtland/Hof – Plauen – Zwickau – Chemnitz – (Leipzig)                                               | Bayern, Sachsen                     | 123 (170 planlagt) |
| Vejskilt | Frankenschnellweg, Südwesttangente | Suhl – Schleusingen – Eisfeld – Coburg – Lichtenfels – Bad Staffelstein – Bamberg – Erlangen – Fürth – Nürnberg – Feucht | Thüringen, Bayern                   | 157                |

## A 80 – A 89
| Skilt    | Navn | Strækning                                                                                       | Forbundslande langs strækningen | Længde (km) |
| -------- | ---- | ----------------------------------------------------------------------------------------------- | ------------------------------- | ----------- |
| Vejskilt |      | Würzburg – Heilbronn – Stuttgart – Sindelfingen – Rottweil – Singen (Hohentwiel) – Gottmadingen | Bayern, Baden-Württemberg       | 283         |

## A 90 – A 99
| Skilt    | Navn                              | Strækning | Forbundslande langs strækningen | Længde (km)        |
| -------- | --------------------------------- | --- | ------------------------------- | ------------------ |
| Vejskilt |                                   | T-Kryds München-Feldmoching – Kryds Neufahrn – Landshut – Deggendorf                                                                                              | Bayern                          | 134                |
| Vejskilt | Ostbayernautobahn Inntalautobahn' | T-Kryds Hochfranken – Hof – Weiden – Kryds Oberpfälzer Wald – Regensburg – T-Kryds Holledau Rosenheim/T-Kryds Inntal – Østrig                                     | Bayern                          | 276                |
| Vejskilt |                                   | München – Burghausen Malching – Kirchham | Bayern                          | 109 (151 planlagt) |
| Vejskilt |                                   | München – Garmisch-Partenkirchen | Bayern                          | 69                 |
| Vejskilt |                                   | Lindau – Wangen – Memmingen – Landsberg – München | Bayern, Baden-Württemberg       | 172                |
| Vejskilt | Voralpenautobahn                  | Weil am Rhein – Lörrach – Rheinfelden – (Bad Säckingen) – Waldshut-Tiengen – (Jestetten – Schaffhausen) Singen (Hohentwiel) – Stockach                            | Baden-Württemberg               | 29                 |
| Vejskilt | Autobahnring München              | T-Kryds München-Süd-West – Kryds München-West – T-Kryds München-Allach – T-Kryds München-Feldmoching – Kryds München-Nord – Kryds München-Ost – Kryds München-Süd | Bayern                          | 54                 |
| Vejskilt | Eschenrieder Spange               | T-Kryds München-Allach – T-Kryds München-Eschenried | Bayern                          | 4                  |

## A 100 – A 199
| Skilt    | Navn                    | Strækning | Forbundslande langs strækningen | Længde (km) |
| -------- | ----------------------- | --- | ------------------------------- | ----------- |
| Vejskilt | Berliner Stadtring      | Seestraße – T-Kryds Charlottenburg – T-Kryds Funkturm – Kryds Schöneberg – T-Kryds Neukölln – (Frankfurter Allee) | Berlin                          | 22          |
| Vejskilt | Westtangente Steglitz   | Sachsendamm – Kryds Schöneberg – Wolfensteindamm/Schloßstraße                                                     | Berlin                          | 5           |
| Vejskilt | Reinickendorf-Zubringer | Kryds Oranienburg – T-Kryds Charlottenburg                                                                        | Berlin, Brandenburg             | 17          |
| Vejskilt | Teltowkanal-Autobahn    | T-Kryds Neukölln – Kryds Schönefeld                                                                               | Berlin, Brandenburg             | 19          |
| Vejskilt | Pankow-Zubringer        | T-Kryds Pankow – Prenzlauer Promenade                                                                             | Berlin, Brandenburg             | 7           |
| Vejskilt | (AVUS)                  | T-Kryds Funkturm – Potsdam – T-Kryds Nuthetal                                                                     | Berlin, Brandenburg             | 28          |
| Vejskilt | Abzweig Treptow         | T-Kryds Treptow – T-Kryds Waltersdorf                                                                             | Berlin, Brandenburg             | 5           |
| Vejskilt | Westumfahrung Halle     | (T-Kryds Halle-Nord) – Halle-Neustadt – T-Kryds Halle-Süd                                                         | Sachsen-Anhalt                  | 22          |

## A 200 – A 299
| Skilt    | Navn                          | Strækning                                     | Forbundslande langs strækningen | Længde (km) |
| -------- | ----------------------------- | --------------------------------------------- | ------------------------------- | ----------- |
| Vejskilt |                               | Rendsborg – Kiel                              | Slesvig-Holsten                 | 27          |
| Vejskilt |                               | Kiel – T-Kryds Bordesholm                     | Slesvig-Holsten                 | 17          |
| Vejskilt | Abzweig Lübeck                | T-Kryds Bad Schwartau – Lübeck-Siems          | Slesvig-Holsten                 | 4           |
| Vejskilt | Masch(e)ner Autobahn          | Maschener Kreuz – Lüneburg                    | Niedersachsen                   | 28          |
| Vejskilt | Hafenquerspange               | Hamburg-Georgswerder – (Hamburg-Waltershof)   | Hamburg                         | 1,5         |
| Vejskilt | Umgehung Harburg              | Hamburg-Harburg                               | Hamburg                         | 4           |
| Vejskilt | Abzweig Veddel                | Hamburg – Hamburg-Veddel                      | Hamburg                         | 2           |
| Vejskilt | Eckverbindung Hamburg-Harburg | Hamburg – Buchholz in der Nordheide           | Hamburg, Niedersachsen          | 7           |
| Vejskilt | Anbindung Bremen-Nord         | Bremen                                        | Bremen                          | 12          |
| Vejskilt |                               | Bunde                                         | Niedersachsen                   | 4           |
| Vejskilt | Eckverbindung Bremen          | Bremen                                        | Bremen                          | 7           |
| Vejskilt | Stadtautobahn Oldenburg       | Kryds Oldenburg-Nord – T-Kryds Oldenburg-West | Niedersachsen                   | 7           |

## A 300 – A 399
| Skilt    | Navn                      | Strækning                                                    | Forbundslande langs strækningen | Længde (km) |
| -------- | ------------------------- | ------------------------------------------------------------ | ------------------------------- | ----------- |
| Vejskilt | Eckverbindung Hannover    | T-Kryds Hannover-Nord – Hannover-West                        | Niedersachsen                   | 18          |
| Vejskilt | Westtangente Braunschweig | Braunschweig-Wenden – T-Kryds Braunschweig-Südwest           | Niedersachsen                   | 10          |
| Vejskilt | Nordtangente Braunschweig | Braunschweig-Watenbüttel-Ost – Braunschweig-Hamburger Straße | Niedersachsen                   | 3           |
| Vejskilt | Harz-Highway              | Braunschweig – Wolfenbüttel – Vienenburg                     | Niedersachsen                   | 42          |

## A 400 – A 499
| Skilt    | Navn               | Strækning                                                                                                   | Forbundslande langs strækningen | Længde (km) |
| -------- | ------------------ | --- | ------------------------------- | ----------- |
| Vejskilt |                    | (Hamm) - Werl – Arnsberg-Neheim - (T-Kryds Arnsberg-Neheim)                                                 | Nordrhein-Westfalen             | 13          |
| Vejskilt |                    | Wetzlar-Nord – Aßlar – Wetzlar-Blasbach Wettenberg – Gießener Nordkreuz (Gießener Ring) – Reiskirchener Dr. | Hessen                          | 17          |
| Vejskilt | Osttangente Gießen | Gießener Nordkreuz – Linden – Gießener Südkreuz – Langgöns                                                  | Hessen                          | 20          |

## A 500 – A 599
| Skilt    | Navn                                      | Strækning                                                                      | Forbundslande langs strækningen | Længde (km) |
| -------- | ----------------------------------------- | ------------------------------------------------------------------------------ | ------------------------------- | ----------- |
| Vejskilt | Abzweig Oberhausen                        | Kryds Oberhausen – Oberhausen-Eisenheim                                        | Nordrhein-Westfalen             | 5           |
| Vejskilt |                                           | T-Kryds Breitscheid – Kryds Duisburg-Süd (Kryds Krefeld-Oppum – Krefeld-Oppum) | Nordrhein-Westfalen             | 7           |
| Vejskilt |                                           | Sonnborner Kreuz – Wuppertal-Dornap – Velbert – (Essen)                        | Nordrhein-Westfalen             | 14          |
| Vejskilt |                                           | Jüchen – Grevenbroich                                                          | Nordrhein-Westfalen             | 7           |
| Vejskilt |                                           | Monheim am Rhein – Langenfeld                                                  | Nordrhein-Westfalen             | 5           |
| Vejskilt | Abzweig Aachen                            | Aachen-Europaplatz – Kryds Aachen                                              | Nordrhein-Westfalen             | 4           |
| Vejskilt |                                           | Kryds Bliesheim – Brühl                                                        | Nordrhein-Westfalen             | 13          |
| Vejskilt | Köln-Bonner Autobahn, Diplomaten-Rennbahn | Köln – Bonn                                                                    | Nordrhein-Westfalen             | 18          |
| Vejskilt |                                           | Köln-Deutz – Kryds Gremberg – T-Kryds Köln-Porz                                | Nordrhein-Westfalen             | 4           |
| Vejskilt |                                           | Sankt Augustin – Siegburg – Hennef                                             | Nordrhein-Westfalen             | 13          |
| Vejskilt | Südbrücke Bonn                            | Bonn-Friesdorf – Kryds Bonn-Ost                                                | Nordrhein-Westfalen             | 3           |
| Vejskilt |                                           | Bonn – Meckenheim – Grafschaft                                                 | Nordrhein-Westfalen             | 31          |
| Vejskilt | Abzweig Sinzig                            | Ehlingen – T-Kryds Sinzig                                                      | Rheinland-Pfalz                 | 3           |
| Vejskilt | Abzweig Bad Neuenahr                      | T-Kryds Bad Neuenahr-Ahrweiler – Bad Neuenahr                                  | Rheinland-Pfalz                 | 3           |

## A 600 – A 699
| Skilt    | Navn                                    | Strækning                                                                                            | Forbundslande langs strækningen | Længde (km) |
| -------- | --------------------------------------- | --- | ------------------------------- | ----------- |
| Vejskilt | Abzweig Trier                           | Schweich – Trier                                                                                     | Rheinland-Pfalz                 | 11          |
| Vejskilt |                                         | Saarlouis – Saarbrücken                                                                              | Saarland                        | 31          |
| Vejskilt |                                         | Friedrichsthal – Saarbrücken                                                                         | Saarland                        | 12          |
| Vejskilt |                                         | Wiesbaden – Mainz                                                                                    | Hessen, Rheinland-Pfalz         | 8           |
| Vejskilt | Wiesbadener Straße, Theodor-Heuss-Allee | Eschborner Dreieck – Westkreuz Frankfurt – Opel-Rondell                                              | Hessen                          | 6           |
| Vejskilt |                                         | Bad Dürkheim – Ludwigshafen                                                                          | Rheinland-Pfalz                 | 12          |
| Vejskilt |                                         | Mannheim – Heidelberg                                                                                | Baden-Württemberg               | 12          |
| Vejskilt |                                         | Viernheim – Weinheim                                                                                 | Baden-Württemberg, Hessen       | 6           |
| Vejskilt | Taunusschnellweg, Osttangente Frankfurt | Oberursel – Bad Homburger Kreuz – Frankfurt-Riederwald – Offenbach am Main – Egelsbach - (Darmstadt) | Hessen                          | 40          |
| Vejskilt | Süd-Main-Schnellweg                     | Wiesbaden – Mainz                                                                                    | Hessen                          | 13          |
| Vejskilt | Querspange Darmstadt                    | Griesheim – Darmstadt                                                                                | Hessen                          | 3           |

## A 800 – A 899
| Skilt    | Navn                   | Strækning                             | Forbundslande langs strækningen | Længde (km) |
| -------- | ---------------------- | ------------------------------------- | ------------------------------- | ----------- |
| Vejskilt |                        | Stuttgart-Vaihingen – Kryds Stuttgart | Baden-Württemberg               | 2           |
| Vejskilt | Querspange Rheinfelden | Karsau – Rheinfelden                  | Baden-Württemberg               | 5           |
| Vejskilt | Abzweig Donaueschingen | Donaueschingen – T-Kryds Bad Dürrheim | Baden-Württemberg               | 6           |

## A 900 – A 999
| Skilt    | Navn                 | Strækning                                       | Forbundslande langs strækningen | Længde (km) |
| -------- | -------------------- | ----------------------------------------------- | ------------------------------- | ----------- |
| Vejskilt | Abzweig Starnberg    | T-Kryds Starnberg – Percha                      | Bayern                          | 5           |
| Vejskilt | Abzweig Waltenhofen  | Waltenhofen – T-Kryds Allgäu                    | Bayern                          | 5           |
| Vejskilt | Autobahnring München | München-Giesing – Sauerlach – Kryds München-Süd | Bayern                          | 11          |